# Tomait Kapili
Tomait Kapili est un homme politique papou-néo-guinéen.

## Biographie
Membre du Parti des ressources unies, il remporte la circonscription de Lagaip-Porgera aux élections législatives de 2017 et entre au Parlement national. Il est nommé adjoint au ministre des Entreprises publiques, puis en mai 2019 est fait ministre assistant le Premier ministre sur les questions constitutionnelles et les affaires relatives à Bougainville. Il ne conserve cette fonction qu'un mois, le gouvernement du Premier ministre Peter O'Neill perdant la confiance du Parlement en juin.
La circonscription de Tomait Kapili comprend mine d'or de Porgera, et le nouveau Premier ministre James Marape le nomme intermédiaire dans les négociations entre le gouvernement et l'entreprise canadienne aurifère Barrick Gold, qui conteste le non-renouvellement de sa licence d'exploitation de la mine. La tâche du député est principalement de défendre lors de ces discussions les intérêts des communautés autochtones propriétaires coutumières des terres qu'occupe la mine,. En novembre 2020, il s'inquiète publiquement de la perte d'emplois, et de la perte de revenus pour les propriétaires de ces terres, causée par la décision du gouvernement de fermer la mine.
En décembre 2020, James Marape le nomme ministre du Travail et de l'Emploi. 